# Pan (Hamsun)

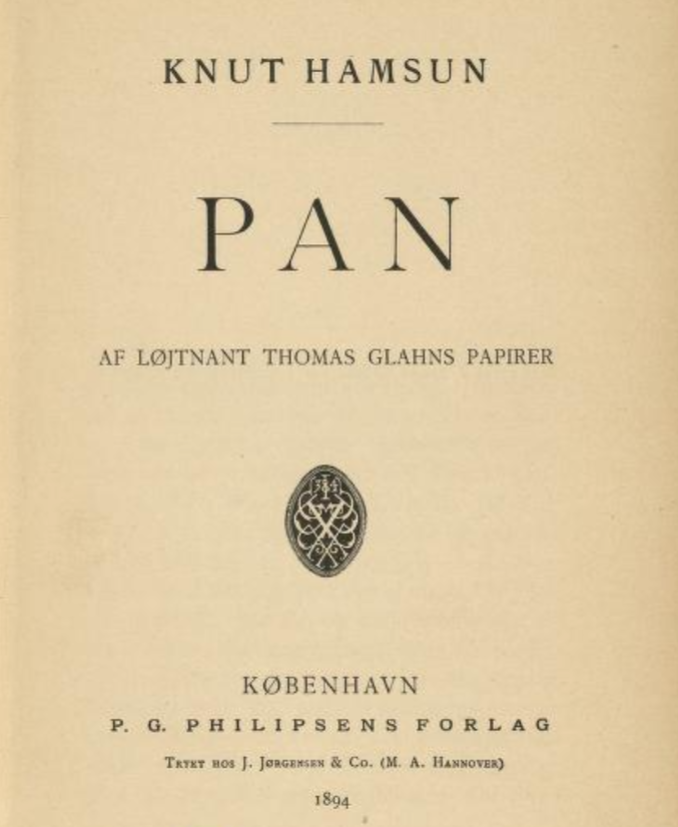
Titelblatt des Buches, 1894

Pan – Aus Leutnant Glahns Papieren (im Original: Pan – Af løjtnant Thomas Glahns papirer) ist ein Roman von Knut Hamsun, erschienen 1894. Leutnant Glahn, aus dem Militär verabschiedet, erzählt in Ich-Form in 38 kurzen Kapiteln von einem wenige Jahre zurückliegenden Sommer, den er in einer Jagdhütte im Nordland verbracht hat. Die Erinnerungen sind geprägt durch eine aus heutiger Sicht sehr schwärmerische Beziehung zur Natur sowie durch eine auf Grund seines zerrissenen Charakters wechselhafte bis unglückliche Beziehung zu seinen Mitmenschen, vor allem dargestellt durch seine Liebesbeziehungen zu drei jungen Frauen. Der Roman wird durch einen fünf Kapitel umfassenden Epilog abgeschlossen, in dem Glahn in Indien stirbt.

## Handlung
Leutnant Thomas Glahn lebt nach seiner Verabschiedung aus dem Militär zusammen mit seinem Hund Aesop in einer einsamen Jagdhütte in einem Wald an einem Fjord im Norden Norwegens, etwa in der Mitte des 19. Jahrhunderts. Er ernährt sich vorwiegend von Jagd und Fischfang und kommt nur selten in das fiktive Städtchen Sirilund. Dort residiert ein reicher Kaufmann, ein Fjordbaron, namens Mack. Dessen Tochter Edvarda, ebenfalls ein schwieriger Charakter, ist eine der drei jungen Frauen; sie heiratet schließlich einen echten Baron, der bei ihrem Vater zu Gast weilt. Glahns Beziehung zu Edvarda pendelt zwischen leidenschaftlicher Zuneigung und schroffer Ablehnung auf beiden Seiten hin und her. Die zweite junge Frau ist Eva, bedauerlicherweise bereits verheiratet und von einfacherem, natürlicherem Charakter. Sie kommt am Ende durch einen von Glahn unbeabsichtigt verursachten Unfall ums Leben. Die dritte Frau ist das Hütemädchen Henriette, von untergeordneter Bedeutung.
An Männern kommen außer den bereits genannten ein Doktor in der Nähe von Edvarda vor, den Glahn fälschlicherweise für einen Nebenbuhler hält, sowie Evas Mann, der Schmied.
Den wesentlichen Teil des Romans machen Glahns pantheistische Naturbetrachtungen, Stimmungen und Träumereien aus, verbunden mit einer Abneigung gegen die Zivilisation. Der Roman lässt sich nur zum Teil als Liebesroman bezeichnen, die Beziehungen zwischen Mann und Frau werden nicht sehr differenziert. Auch entwickeln sich die Charaktere nicht, sie sind am Ende des Romans dieselben wie zu Anfang.

## Ausgaben
Die erste Ausgabe erschien 1894 bei Philipsen in Kopenhagen. Der Roman ist mehrfach ins Deutsche übersetzt worden. Er ist auch mehrmals verfilmt worden.

## Textausgaben
- Knut Hamsun: Pan. Gyldendal Norsk Forlag, Oslo 1969
- Knut Hamsun: Pan. Paul List, München 1957
- Knut Hamsun: Pan – Schwärmer – Die Nachbarstadt. Langen-Müller, München und Wien 1969
- Knut Hamsun: Pan. Mit zehn Radierungen von Hermann Naumann. Philipp Reclam jun., Leipzig 1979
- Knut Hamsun: Pan. Aus Leutnant Thomas Glahns Papieren. Manesse, Zürich 2009

## Verfilmungen
- Pan, Norwegen 1922, Drehbuch und Regie: Harald Schwenzen[1]
- Pan, Deutschland 1937, Drehbuch: Paul Knoudsen, Joseph Rovensky, Regie: Olaf Fjord Joseph Rovensky[2]
- Kort är sommaren (dt. Aller Nächte Sehnsucht), Schweden 1962, Drehbuch: Astrid Henning-Jensen, Bjarne Henning-Jensen, Regie: Bjarne Henning-Jensen[3]
- Pan, Norwegen, Dänemark, Deutschland 1995, Drehbuch und Regie: Henning Carlsen[4]
- Twilight of the Ice Nymphs, Kanada 1997, Drehbuch: George Toles, Regie: Guy Maddin[5]

## Lithografien
Oskar Kokoschka fertigte in Villeneuve 1975/1976 in einer Auflage von 75 Exemplaren 17 großformatige Lithografien zu Hamsuns Roman „Pan“.

## Sekundärliteratur
- Lexikon der Weltliteratur, Band II, herausgegeben von Gero von Wilpert, Alfred Kröner Verlag, Stuttgart 1968
- Wilhelm Friese: Nordische Literaturen im 20. Jahrhundert (= Kröners Taschenausgabe. Band 389). Kröner, Stuttgart 1971, ISBN 3-520-38901-0 (viel zu Hamsun, wenig zu Pan).
- Wolfgang Schneider, Waldschrat mit Hang zu Nymphen, Deutschlandradio Kultur am 23. Juli 2009, https://www.deutschlandfunkkultur.de/waldschrat-mit-hang-zu-nymphen.950.de.html?dram:article_id=137681 (abgerufen am 26. Januar 2015)
- Christina Müller, Die Rezeption von Knut Hamsuns "Pan", GRIN Verlag GmbH, München 2009, ISBN 978-3-640-99376-5 (Seminararbeit der LMU, mit vielen Verweisen)